# Gaelowie
Gaelowie lub Goidelowie – grupa Szkotów mieszkająca na północy Szkocji, posługująca się językiem szkockim (gaelickim); ludność ta nie uległa w żaden sposób anglicyzowaniu, wyznają w przeciwieństwie do reszty Szkotów katolicyzm. Znani są także jako highlanders – górale podtrzymujący celtyckie tradycje. Mimo różnic są częścią narodu szkockiego. Są przeciwieństwem do zanglicyzowanych mieszkańców nizin (Lowlanderzy).